# Xihai'an
Xihai'an (西海岸新区S, Xīhǎi'àn XīnqūP), già distretto di Huangdao, è un distretto della Cina, situato nella provincia dello Shandong e amministrato dalla prefettura di Tsingtao.